# Acanthogonatus campanae
Espèce
Synonymes
- Tryssothele campanae Legendre & Calderón, 1984

Acanthogonatus campanae est une espèce d'araignées mygalomorphes de la famille des Pycnothelidae.

## Distribution
Cette espèce est endémique du Chili. Elle se rencontre dans les régions de Valparaíso, de Santiago et de Coquimbo.

## Description
La femelle holotype mesure 23,0 mm et le mâle paratype 18,3 mm.
Le mâle décrit par Goloboff en 1995 mesure 14,80 mm et la femelle 17,60 mm.

## Systématique et taxinomie
Cette espèce a été décrite sous le protonyme Tryssothele campanae par Legendre et Calderón en 1984. Elle est placée dans le genre Acanthogonatus par Raven en 1985.

## Étymologie
Son nom d'espèce lui a été donné en référence au lieu de sa découverte, La Campana.

## Publication originale
- Legendre & Calderón, 1984 : Liste systématique des araignées mygalomorphes du Chili. Bulletin du Muséum National d'Histoire Naturelle de Paris, A, sér. 4, vol. 6, no 4, p. 1021-1065 (texte intégral).